# 恰斯托奧澤里耶區

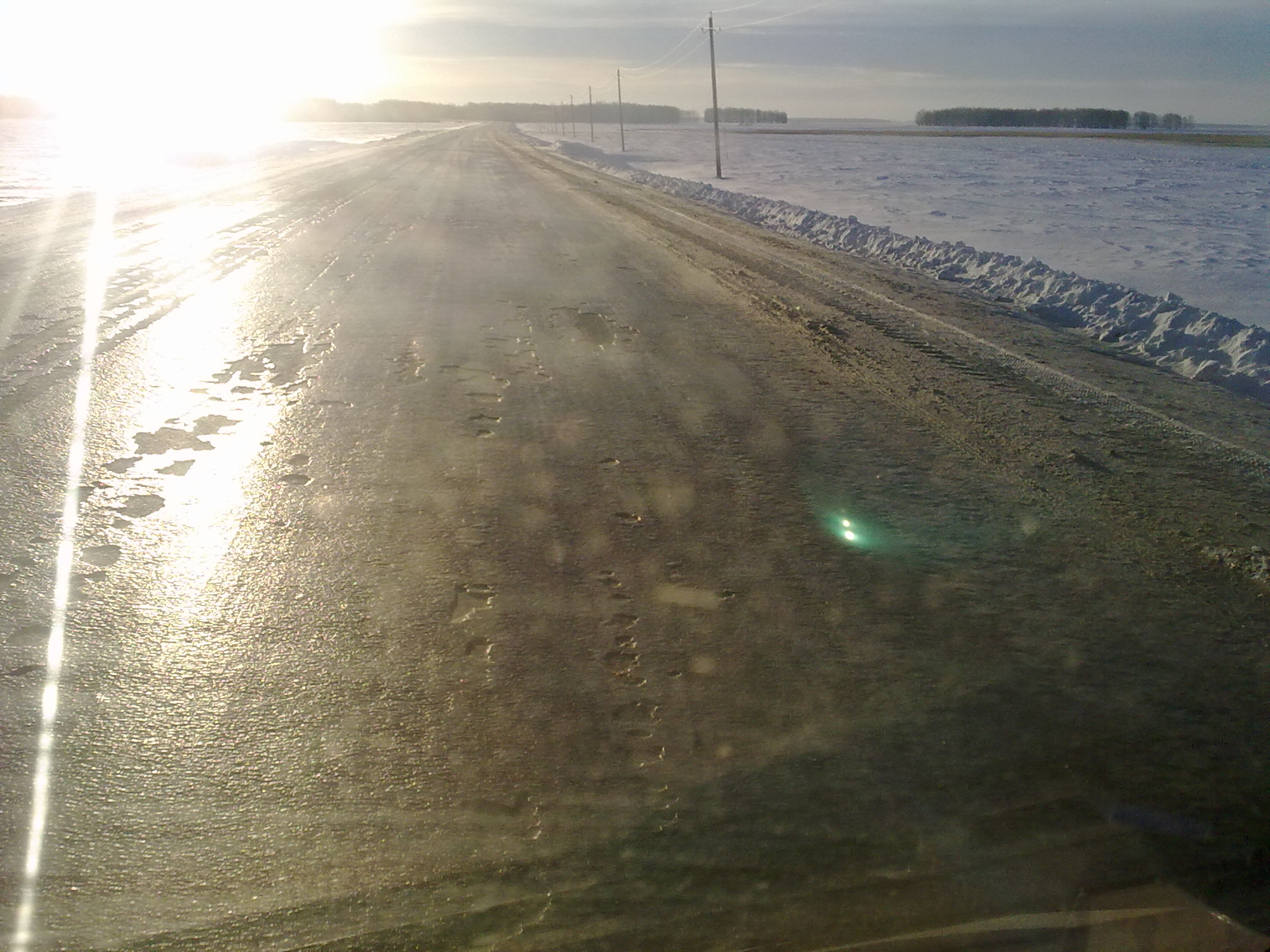

恰斯托奧澤里耶區（俄语：Частоозерский район），是俄羅斯的一個區，位於該國南部，由庫爾干州負責管轄，面積1,926平方公里，2010年人口5,924，人口密度每平方公里3.08人。